# Zagor (Lunov magnus strip)
Strip Zagor je u Lunov magnus stripu izlazio od br. 4 do br. 127 u periodu 1969-1974.

## Spisak epizoda izdatih u Lunov magnus stripu

### 1969
4. Blago crvene planine
7. Zarobljenici crvene veštice

### 1970
10. Pukovnikova podvala
17. Morske hijene

### 1971
21. Akt nasilja
22. Odlučujući udarac
29. 1000 zamki
39. Leteći manijak
40. Zarobljenici Roksa
42. Zagonetni dvojnik

### 1972
43. Robovi rudnika
45. Igra 5 strela
46. Čelična neman
57. Cena života
58. Svirepa ceremonija
61. Suludi strelac

### 1973
77. Grad u opasnosti
78. Okrutni Runok
79. Zlatni mač
80. Noć velike odluke
81. Srebrna reka
82. Stara vetrenjaca
83. Razbesnela zver
84. Zagorov gnev
85. Žuta sekira
86. Ruka pomirenja

### 1974
93. Žive mumije
94. Ranjeni jelen
95. Put do smaragda
96. Stari sat
97. Čovek u crnom
98. Novogodišnja noć
99. Zagor priča
100. Gospodar Darkvuda
115. Izazov kitolovcima
116. Okršaj sa vikinzima
119. Piratski brod
120. Gospodar reke
123. Car orlova
124. Poslednji let
127. Plava zvezda